# Angelo Di Livio
Angelo Di Livio (* 26. Juli 1966 in Rom) ist ein ehemaliger italienischer Fußballspieler und -trainer.

## Werdegang
Di Livio begann seine Karriere beim AS Rom, wo er alle Juniorenmannschaften durchlief, jedoch vergeblich auf sein Serie-A-Debüt warten musste. Daraufhin wechselte er 1985 in die Serie C1, wo er die folgenden zwei Jahre bei AC Reggiana und AG Nocerina verbrachte. 1987 ging er zu Perugia, das er im Oktober 1989 wieder verließ, um für Calcio Padova in der Serie B anzutreten.
Im Jahr 1993 wechselte Di Livio zu Juventus Turin und feierte am 5. September 1993 endlich sein Serie-A-Debüt – ironischerweise gegen seinen Jugendverein AS Rom. Die darauffolgenden sechs Jahre blieb er in Turin, wo er sich zu einer festen Größe auf dem rechten Flügel entwickelte. Mit den Turinern gewann Di Livio unter Marcello Lippi dreimal den Scudetto, einmal die Coppa Italia, zweimal den italienischen Supercup, die Champions League, einmal den UEFA Super Cup sowie einmal den Weltpokal.
Am 6. September 1995 gab Angelo Di Livio gegen Slowenien unter Arrigo Sacchi sein Debüt in der Squadra Azzurra. 1999 ging er zur AC Florenz und gewann mit dem Verein und Trainer Roberto Mancini 2000/01 die Coppa Italia. Dort wurde er für die Fans zur Legende, als er 2002 dem in ACF Florenz umbenannten Verein nach dem Zwangsabstieg in die Serie C2 folgte. Nach dem Wiederaufstieg in die Serie A 2003/04 beschloss er, noch ein Jahr an seine Karriere dranzuhängen.
In dieser letzten Saison hatte die Fiorentina gegen den Abstieg zu kämpfen und Di Livio saß oft nur auf der Bank. Im letzten und alles entscheidenden Match gegen Brescia Calcio, das Florenz mit 3:0 gewann, spielte er jedoch von Beginn an und erhielt nach seiner Auswechslung wenige Minuten vor Schluss minutenlange Ovationen von den Florentiner Fans.
Über die Jahre hinweg wurde Angelo Di Livio als „Soldatino“ (kleiner Soldat) berühmt, ein Spitzname, den ihm Roberto Baggio für seinen unermüdlichen Einsatz gab.
Nach Abschluss seiner aktiven Laufbahn arbeitete Di Livio unter anderem als Jugendtrainer bei der Roma und war Mitglied im Trainerstab Marcello Lippis bei der italienischen Nationalmannschaft.

## Persönliches
Sein Sohn Lorenzo Di Livio ist ebenfalls Fußballer.

## Erfolge
- Italienische Meisterschaft: 1994/95, 1996/97, 1997/98 (mit Juventus Turin)
- Coppa Italia: 1994/95 (mit Juventus Turin), 2000/01 (mit der AC Florenz)
- Italienischer Supercup: 1995, 1997 (mit Juventus Turin)
- UEFA Champions League: 1995/96 (mit Juventus Turin)
- Weltpokal: 1996 (mit Juventus Turin)
- UEFA Super Cup: 1996 (mit Juventus Turin)
- Aufstieg in die Serie A: 2003/04 (mit der AC Florenz)
- Aufstieg in die Serie B: 2002/03 (mit der AC Florenz)
- Aufstieg in die Serie C1: 1987/77 (mit der AC Perugia), 2002/03 (mit der AC Florenz)